# NCAA Men's Division I Soccer Championship
Il Men's Division I Soccer Championship è una competizione calcistica universitaria statunitense organizzata dalla NCAA. È nata nel 1959 e vi partecipano 48 squadre; Saint Louis, con 10 titoli, è l'università con più titoli, seguita da Indiana (8) e Virginia (7).
La fase finale di questo torneo prende il nome di College Cup.

## Formato
L'NCAA Division I Men's Soccer Championship è ad eliminazione diretta; 24 posti sono riservati alle squadre selezionate dalle seguenti conference:
- America East Conference
- American Athletic Conference
- Atlantic Sun Conference
- Atlantic Coast Conference
- Atlantic 10 Conference
- Big East Conference
- Big South Conference
- Big Ten Conference
- Big West Conference
- Coastal Athletic Association
- Conference USA
- Horizon League
- Ivy League
- Metro Atlantic Athletic Conference
- Mid-American Conference
- Missouri Valley Conference
- Northeast Conference
- Ohio Valley Conference
- Patriot League
- Southern Conference
- Sun Belt Conference
- The Summit League
- West Coast Conference
- Western Athletic Conference

Ogni conference gestisce il proprio campionato interno, che determina quale squadra riceverà il posto nel torneo finale: le restanti 26 squadre sono selezionate da un comitato composto da rappresentanti di ognuna delle otto regioni in cui la NCAA ha diviso gli Stati Uniti.
Le migliori sedici vengono direttamente inserite nel primo turno, mentre le altre 32 sono divise in gruppi per vicinanza geograifca: la fase finale, denominata College Cup, si tiene in un luogo predeterminato, mentre le fasi precedenti si svolgono nei rispettivi campus.

## Albo d'oro
| Anno | Vincitore                               | Risultato        | Finalista                 | Città                         | Stadio                      |
| ---- | --------------------------------------- | ---------------- | ------------------------- | ----------------------------- | --------------------------- |
| 1959 | St. Louis Billikens                     | 5-2              | Bridgeport P. Knights     | Storrs (Connecticut)          | Memorial Stadium            |
| 1960 | St. Louis Billikens (2)                 | 3-2              | Maryland Terrapins        | Brooklyn (New York)           | Brooklyn College Field      |
| 1961 | W. Chester G. Rams                      | 2-0              | St. Louis Billikens       | St. Louis (Missouri)          | Public Schools Stadium      |
| 1962 | St. Louis Billikens (3)                 | 4-3              | Maryland Terrapins        | St. Louis (Missouri)          | Francis Field               |
| 1963 | St. Louis Billikens (4)                 | 3-0              | Navy Midshipmen           | Piscataway (New Jersey)       | Rutgers Stadium             |
| 1964 | Navy Midshipmen                         | 1-0              | MSU Spartans              | Providence (Rhode Island)     | Brown Stadium               |
| 1965 | St. Louis Billikens (5)                 | 1-0              | MSU Spartans              | St. Louis (Missouri)          | Francis Field               |
| 1966 | S. Francisco Dons                       | 5-2              | LIU Sharks                | Berkeley                      | California Memorial Stadium |
| 1967 | MSU Spartans* St. Louis Billikens (6)*  | 0-0              |                           | St. Louis (Missouri)          | Francis Field               |
| 1968 | Maryland Terrapins** MSU Spartans (2)** | 2-2 (2 ts)       |                           | Atlanta (Georgia)             | Grant Field                 |
| 1969 | St. Louis Billikens (7)                 | 4-0              | S. Francisco Dons         | San Jose (California)         | Spartan Stadium             |
| 1970 | St. Louis Billikens (8)                 | 1-0              | UCLA Bruins               | Edwardsville (Illinois)       | Ralph Korte Stadium         |
| 1971 | Howard Bison***                         | 3-2              | St. Louis Billikens       | Miami (Florida)               | Miami Orange Bowl           |
| 1972 | St. Louis Billikens (9)                 | 4-2              | UCLA Bruins               | Miami (Florida)               | Miami Orange Bowl           |
| 1973 | St. Louis Billikens (10)                | 3-2 (dts)        | UCLA Bruins               | Miami (Florida)               | Miami Orange Bowl           |
| 1974 | Howard Bison                            | 2-1 (4 ts)       | St. Louis Billikens       | St. Louis (Missouri)          | Busch Memorial Stadium      |
| 1975 | S. Francisco Dons (2)                   | 4-0              | SIUE Cougars              | Edwardsville (Illinois)       | Ralph Korte Stadium         |
| 1976 | S. Francisco Dons (3)                   | 1-0              | Indiana Hoosiers          | Philadelphia (Pennsylvania)   | Franklin Field              |
| 1977 | Hartwick Hawks                          | 2-1              | S. Francisco Dons         | Berkeley                      | California Memorial Stadium |
| 1978 | S. Francisco Dons ***                   | 2-0              | Indiana Hoosiers          | Tampa (Florida)               | Tampa Stadium               |
| 1979 | SIUE Cougars                            | 3-2              | Clemson Tigers            | Tampa (Florida)               | Tampa Stadium               |
| 1980 | S. Francisco Dons (4)                   | 4-3 (dts)        | Indiana Hoosiers          | Tampa (Florida)               | Tampa Stadium               |
| 1981 | UConn Huskies                           | 2-1 (dts)        | AAMU Bulldogs             | Palo Alto (California)        | Stanford Stadium            |
| 1982 | Indiana Hoosiers                        | 2-1 (8 ts)       | Duke Blue Devils          | Fort Lauderdale (Florida)     | Lockhart Stadium            |
| 1983 | Indiana Hoosiers (2)                    | 1-0 (2 ts)       | Columbia Lions            | Fort Lauderdale (Florida)     | Lockhart Stadium            |
| 1984 | Clemson Tigers                          | 2-1              | Indiana Hoosiers          | Seattle (Washington)          | Kingdome                    |
| 1985 | UCLA Bruins                             | 1-0 (8 ts)       | American Eagles           | Seattle (Washington)          | Kingdome                    |
| 1986 | Duke Blue Devils                        | 1-0              | Akron Zips                | Tacoma (Washington)           | Tacoma Dome                 |
| 1987 | Clemson Tigers (2)                      | 2-0              | SDSU Aztecs               | Clemson (Carolina del Sud)    | Riggs Field                 |
| 1988 | Indiana Hoosiers (3)                    | 1-0              | Howard Bison              | Bloomington (Indiana)         | Bill Armstrong Stadium      |
| 1989 | S. Clara Broncos* Virginia Cavaliers*   | 1-1 (2 ts)       |                           | Piscataway (New Jersey)       | Rutgers Stadium             |
| 1990 | UCLA Bruins (2)                         | 0-0 (4 ts, dcr)  | Rutgers Scarlet Knights   | Tampa (Florida)               | USF Soccer Stadium          |
| 1991 | Virginia Cavaliers (2)                  | 0-0 (4dts, dcr)  | S. Clara Broncos          | Tampa (Florida)               | USF Soccer Stadium          |
| 1992 | Virginia Cavaliers (3)                  | 2-0              | San Diego Toreros         | Davidson (Carolina del Nord)  | Richardson Stadium          |
| 1993 | Virginia Cavaliers (4)                  | 2-0              | S.C. Gamecocks            | Davidson (Carolina del Nord)  | Richardson Stadium          |
| 1994 | Virginia Cavaliers (5)                  | 1-0              | Indiana Hoosiers          | Davidson (Carolina del Nord)  | Richardson Stadium          |
| 1995 | Wisconsin Badgers                       | 2-0              | Duke Blue Devils          | Richmond                      | Richmond Stadium            |
| 1996 | St. John's R. Storm                     | 4-1              | FIU Panthers              | Richmond                      | Richmond Stadium            |
| 1997 | UCLA Bruins (3)                         | 2-0              | Virginia Cavaliers        | Richmond                      | Richmond Stadium            |
| 1998 | Indiana Hoosiers (4)                    | 3-1              | Stanford Cardinal         | Richmond                      | Richmond Stadium            |
| 1999 | Indiana Hoosiers (5)                    | 1-0              | S. Clara Broncos          | Charlotte (Carolina del Nord) | Ericsson Stadium            |
| 2000 | UConn Huskies (2)                       | 2-0              | Creighton Bluejays        | Charlotte (Carolina del Nord) | Ericsson Stadium            |
| 2001 | N. Carol. Tar Heels                     | 2-0              | Indiana Hoosiers          | Columbus (Ohio)               | Columbus Crew Stadium       |
| 2002 | UCLA Bruins (4)                         | 1-0              | Stanford Cardinal         | Dallas (Texas)                | Gerald J. Ford Stadium      |
| 2003 | Indiana Hoosiers (6)                    | 2-1              | St. John's R. Storm       | Columbus (Ohio)               | Columbus Crew Stadium       |
| 2004 | Indiana Hoosiers (7)                    | 1-1 (2 ts, dcr)  | UCSB Gauchos              | Carson (California)           | Home Depot Center           |
| 2005 | Maryland Terrapins (2)                  | 1-0              | New Mexico Lobos          | Cary (Carolina del Nord)      | SAS Soccer Park             |
| 2006 | UCSB Gauchos                            | 2-1              | UCLA Bruins               | St. Louis (Missouri)          | Hermann Stadium             |
| 2007 | W.F. Dem. Deacons                       | 2-1              | Ohio State Buckeyes       | Cary (Carolina del Nord)      | SAS Soccer Park             |
| 2008 | Maryland Terrapins (3)                  | 1-0              | N. Carol. Tar Heels       | Frisco (Texas)                | Pizza Hut Park              |
| 2009 | Virginia Cavaliers (6)                  | 0-0 (2dts, dcr)  | Akron Zips                | Cary (Carolina del Nord)      | WakeMed Soccer Park         |
| 2010 | Akron Zips                              | 1-0              | Louisville Cardinals      | Santa Barbara (California)    | Harder Stadium              |
| 2011 | N. Carol. Tar Heels (2)                 | 1-0              | Charlotte 49ers           | Hoover (Alabama)              | Regions Park                |
| 2012 | Indiana Hoosiers (8)                    | 1-0              | Georgetown Hoyas          | Hoover (Alabama)              | Regions Park                |
| 2013 | Notre Dame Fighting Irish               | 2-1              | Maryland Terrapins        | Chester (Pennsylvania)        | PPL Park                    |
| 2014 | Virginia Cavaliers (7)                  | 0-0 (2dts, dcr)  | UCLA Bruins               | Cary (Carolina del Nord)      | WakeMed Soccer Park         |
| 2015 | Stanford Cardinal                       | 4-0              | Clemson Tigers            | Kansas City (Kansas)          | Children's Mercy Park       |
| 2016 | Stanford Cardinal (2)                   | 0-0 (2dts, dcr)  | W.F. Dem. Deacons         | Houston (Texas)               | BBVA Compass Stadium        |
| 2017 | Stanford Cardinal (3)                   | 1-0 (2dts)       | Indiana Hoosiers          | Chester (Pennsylvania)        | Talen Energy Stadium        |
| 2018 | Maryland Terrapins (4)                  | 1-0              | Akron Zips                | Santa Barbara (California)    | Harder Stadium              |
| 2019 | Georgetown Hoyas                        | 1-0              | Virginia Cavaliers        | Cary (Carolina del Nord)      | WakeMed Soccer Park         |
| 2020 | Marshall Th. Herd                       | 1-0 (dts)        | Indiana Hoosiers          | Cary (Carolina del Nord)      | WakeMed Soccer Park         |
| 2021 | Clemson Tigers (3)                      | 2-0              | Washington Huskies        | Cary (Carolina del Nord)      | WakeMed Soccer Park         |
| 2022 | Syracuse Orange                         | 2-2 (7 dts, dcr) | Indiana Hoosiers          | Cary (Carolina del Nord)      | WakeMed Soccer Park         |
| 2023 | Clemson Tigers (4)                      | 2-1              | Notre Dame Fighting Irish | Louisville                    | Lynn Family Stadium         |
| 2024 | UVM Catamounts                          | 2-2 (7 dts)      | Marshall Th. Herd         | Cary (Carolina del Nord)      | WakeMed Soccer Park         |

Note:
- Il campionato 2020 è stato riprogrammato dall'autunno 2020 alla primavera 2021 a causa di COVID-19.
- *Co-campioni: partita sospesa per avverse condizioni meteorologiche
- **Co-campioni: partita dichiarata in parità
- ***Successivamente squalificata

## Numero di vittorie
| Posizione | Squadra       | Vittorie |
| --------- | ------------- | -------- |
| 1         | Saint Louis   | 10       |
| 2         | Indiana       | 8        |
| 3         | Virginia      | 7        |
| 4         | Maryland      | 4        |
| 4         | San Francisco | 4        |
| 4         | UCLA          | 4        |
| 4         | Clemson       | 4        |
| 8         | Stanford      | 3        |